# Яґодне-Велике
Яґодне-Велике (пол. Jagodne Wielkie, нім. Groß Jagodnen) — село в Польщі, у гміні Мілки Гіжицького повіту Вармінсько-Мазурського воєводства.
Населення — 411 осіб (2011).

## Демографія
Демографічна структура станом на 31 березня 2011 року:
|          | Загалом | Допрацездатний вік | Працездатний вік | Постпрацездатний вік |
| -------- | ------- | ------------------ | ---------------- | -------------------- |
| Чоловіки | 202     | 44                 | 140              | 18                   |
| Жінки    | 209     | 48                 | 118              | 43                   |
| Разом    | 411     | 92                 | 258              | 61                   |